# Jonas Brothers
Jonas Brothers (произносится «Джо́нас Бра́зерс») — американская поп-рок группа, состоящая из трёх братьев, музыкантов и актёров Кевина Джонаса, Джо Джонаса и Ника Джонаса. Группа выпустила пять альбомов: «It’s About Time» в 2006 году, «Jonas Brothers» (англ.) в 2007 году, «A Little Bit Longer» в 2008-м, «Lines, Vines, and Trying Times» (англ.) в 2009 году и «Happiness Begins» (англ.) в 2019 году. В 2013 году планировался к выпуску пятый альбом «V», но выход состоялся в сокращённом виде в виде лайв-альбома «LiVe» (англ.) с объявлением о распаде группы. Группа воссоединилась в 2019 году и выпустила сингл «Sucker», который возглавил Billboard Hot 100.
Братья снялись в сериалах и фильмах Disney Channel, таких как «JONAS» и продолжение сериала «Jonas L.A.», а также в оригинальном кино Disney Channel «Camp Rock: Музыкальные каникулы» и «Camp Rock 2: Отчётный концерт».
В 2008 году группа была номинирована на звание «Лучшая новая группа» на 51-й церемонии вручения наград Грэмми. Также коллектив получил награду как «Прорыв года» по версии American Music Awards и два раза выигрывал премию Nickelodeon Kids’ Choice Awards, в номинации Лучшая музыкальная группа, 2008 и 2009 году. В 2011 году группа получила премию Bravo OTTO как лучшая группа года. В 2012 году получили премию The Shorty Awards (англ.) в номинации «Лучшая группа».

## История группы

### Возникновение и первый альбом

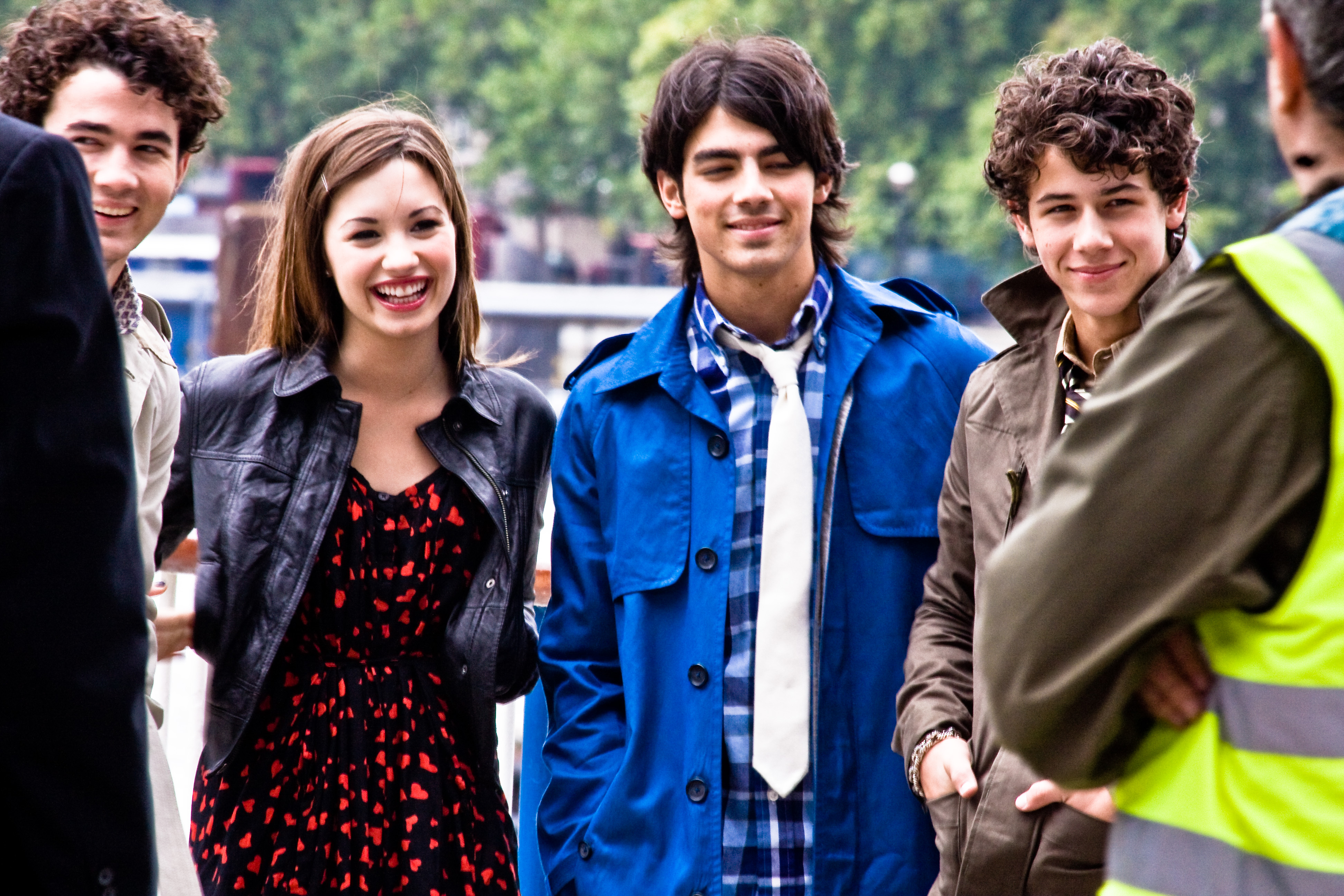
Jonas Brothers и Деми Ловато

Группа начала своё существование как сольный проект Николаса Джонаса. Когда Нику было 6 лет, он был замечен агентом во время своего выступления в парикмахерской. В 7 лет Ник начал выступать на Бродвее. До 2004 года он выступил в нескольких постановках, среди которых «A Christmas Carol» (в 2000), «Annie Get Your Gun» (в 2001), «Beauty and the Beast» (в 2002), «Les Misérables» (в 2003), и «The Sound of Music».

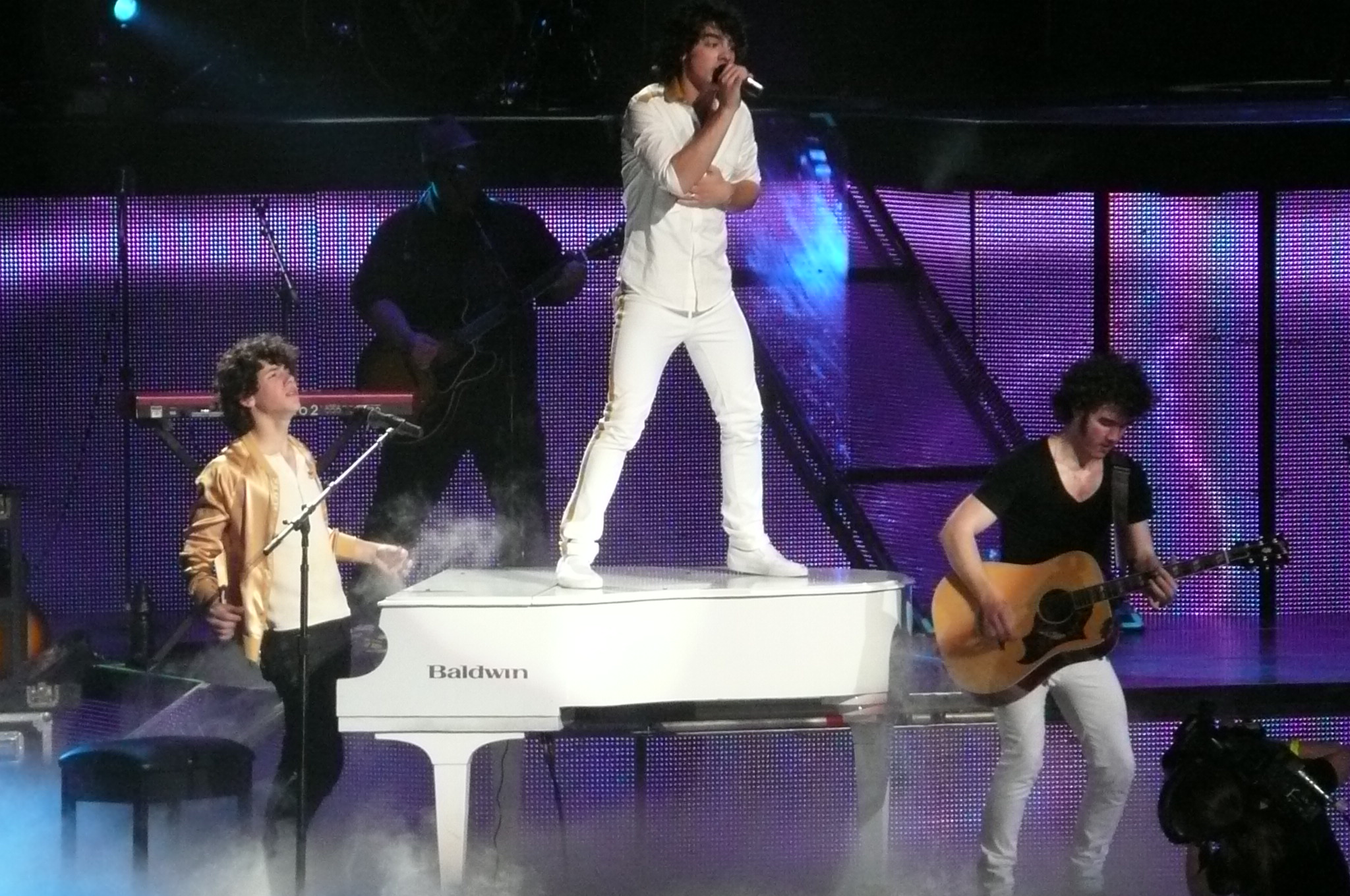
Jonas Brothers на концерте в 2008 году

В 2002 году Ник написал песню «Joy To The World (A Christmas Prayer)». В 2001 году звукозаписывающий лейбл «INO Records» выпустил песню на Христианском радио, где она стала достаточно популярной. Вскоре Ник подписал контракт с Columbia Records и выпустил песню «Dear God». Дебютный альбом должен был быть выпущен после выхода второго сингла, но был отложен и выпущен ограниченным тиражом позже. Для сольного альбома Ник записал несколько песен со своими братьями Джо и Кевином.

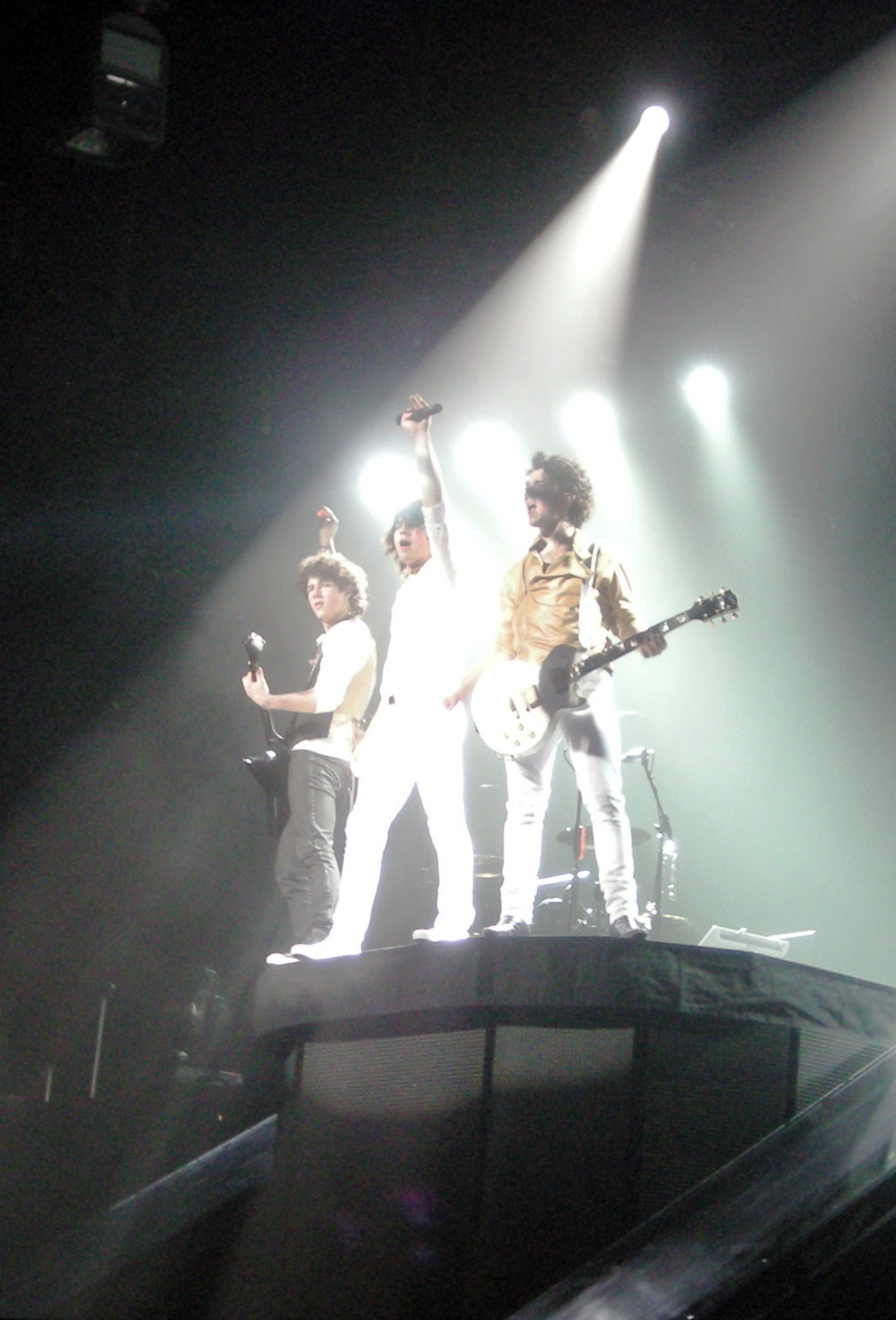
Jonas Brothers выступают в 2008 году

В 2005 году новый президент Columbia Records Стив Гринберг услышал альбом Ника. После встречи с Ником, на которой он вместе с братьями исполнили песню «Please Be Mine», всем трём братьям был предложен контракт в качестве группы. После заключения контракта с Columbia Records, братья решили назвать свою группу «Sons Of Jonas», но позже переименовали её в «Jonas Brothers».

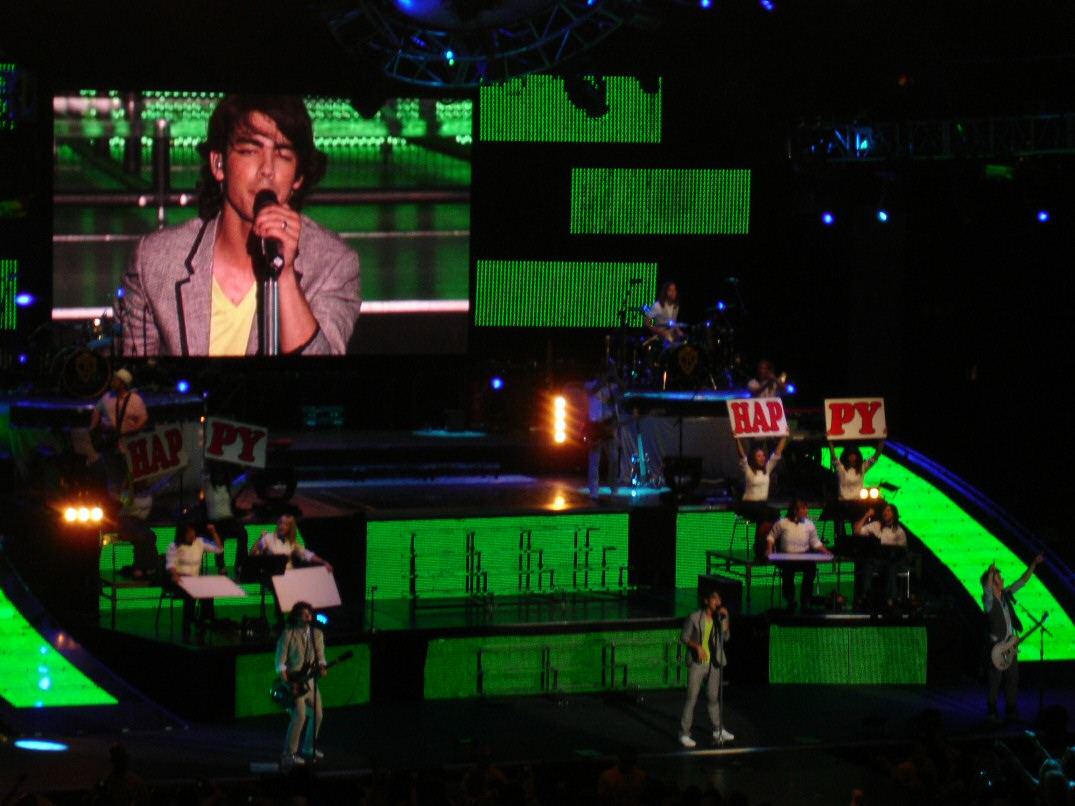
Jonas Brothers во время выступления в программе концертного тура Burnin' Up Tour

В 2005 году Jonas Brothers открывали туры таких артистов, как Келли Кларксон, Джордж Майкл, Backstreet Boys и The Click Five. Последнюю половину года они провели в туре с группами Aly & AJ и The Cheetah Girls. Также в начале 2006 года они открывали концерты the Veronicas. Для записи альбома «It’s About Time» братья работали с такими продюсерами, как Адам Шлезингер (Fountains Of Wayne), Майкл Манджини (Джосс Стоун), Дезмонд Чайлд (Aerosmith, Bon Jovi), Slayer, Билли Манн (Destiny’s Child, Джессика Симпсон) и Стив Гринберг (Джосс Стоун, Hanson). Альбом должен был выйти в феврале 2006 года, но релиз несколько раз откладывался.

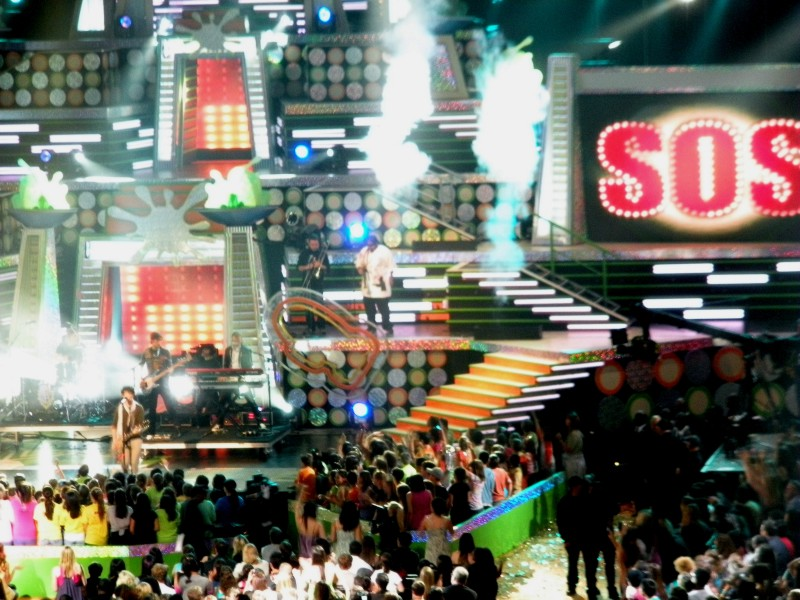
Jonas Brothers во время выступления на Nickelodeon 2009 Kids' Choice Awards

Первый сингл Jonas Brothers «Mandy» был выпущен 27 декабря 2005 года. Также в феврале другая песня «Time For Me to Fly» была выпущена на саундтреке к фильму «Аквамарин». Всю зиму и весну 2006 года группа провела в туре с сёстрами Aly & AJ.
«It’s About Time» был выпущен 8 августа 2006 года ограниченным тиражом в 50 000 копий. Так как компания Sony не была заинтересована в продвижении группы, Jonas Brothers думали об уходе с лейбла. Окончательное решение было принято в начале 2007 года.

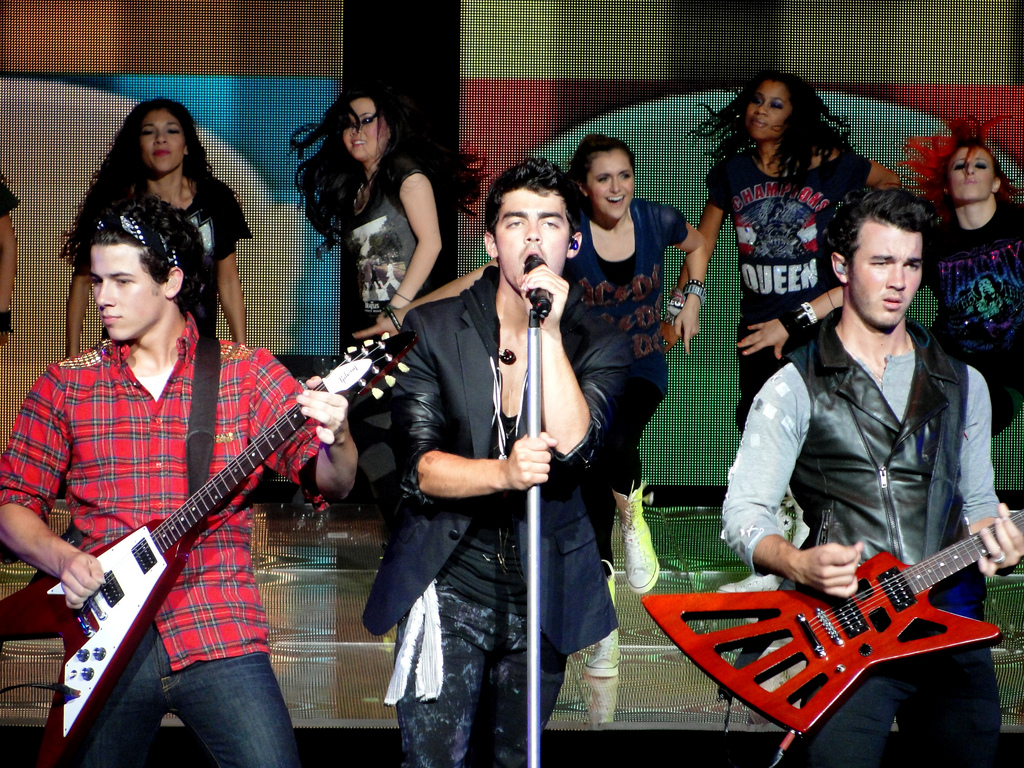
Jonas Brothers концерт с группой «Camp Rock 2: The Final Concert» в 2010 году

### 2007
В феврале 2007 года Jonas Brothers подписали контракт с Hollywood Records. 16 июня 2007 года группа начала своё летнее турне по городам Америки.
Первый сингл «Hold On» с нового альбома был выпущен весной 2007 года. Их одноимённый альбом «Jonas Brothers» был выпущен 7 августа 2007 года. В первую неделю он достиг пятого места в чарте Billboard Hot 200. Сразу после релиза альбома был выпущен второй сингл «SOS». С этого времени группа начала активно продвигать свой альбом. 17 августа они приняли участие в съёмках одной серии сериала «Ханна Монтана» канала «Дисней» под названием «Me and Mr. Jonas and Mr. Jonas and Mr. Jonas». Они также записали совместную песню с Майли Сайрус «We Got the Party». 18 ноября группа выступила на церемонии American Music Awards со своей песней «SOS».
18 октября 2007 года начался совместный тур Jonas Brothers с Майли Сайрус, Best of Both Worlds Tour, состоящий из 54 концертов по всей Америке, во время которого братья снялись в концертном фильме Ханна Монтана и Майли Сайрус: Концертный тур «Две жизни», в котором исполнили 3 песни We Got the Party вместе с Ханной Монтаной, When You Look Me in the Eyes и Year 3000. Он закончился 9 января 2008 года в Нью Йорке. В связи с их большим успехом, компанией «Дисней» начались съёмки фильма «Camp Rock: Музыкальные каникулы» (в фильме группа называлась «Connect Three») и сериала «JONAS» с группой в главных ролях, которые вышли летом 2008 года, а группа отправилась в свой первый тур When You Look Me in the Eyes Tour.

### 2008
Jonas Brothers записывали свой третий альбом, летом за месяц до выхода альбома A Little Bit Longer, группа отправилась в ещё один тур Burnin' Up Tour, в ходе которого был снят концертный фильм Jonas Brothers: The 3D Concert Experience, 12 августа 2008 года после трёх подряд концертов в Нью-Йорке, на Таймс-сквер состоялась презентация альбома, первый синглом из нового альбома стала песня Burnin' Up, на данный момент самая популярная песня группы, премьера песни состоялась 19 июня 2008 года, а клипа на следующий же день на Канале Disney после премьеры фильма Camp Rock: Музыкальные каникулы.
12 августа 2008 года был выпущен третий студийный альбом A Little Bit Longer.
В 2008 году группа была номинирована на звание «Лучшая новая группа» на 51-й церемонии вручения наград Грэмми. Также коллектив получил награду как «Прорыв года» по версии American Music Awards.

### 2009
В 2009 году братья закончили запись своего четвёртого альбома, Lines, Vines, and Trying Times был выпущен 16 июня 2009 года. Ник Джонас рассказал Billboard, «Мы стараемся узнать как можно больше о музыке, и продолжаем расти». Также группа объявила, 11 марта 2009 г., что они будут вступать в мировой тур в середине 2009 года. До релиза Lines, Vines, and Trying Times выпустили сингл Send It On (за 7 дней до выхода альбома), месяц спустя сингл был исполнен с Селеной Гомес, Майли Сайрус, и Деми Ловато для Disney’s Friends for Change.

### 2010
В 2010 году они снялись в «Camp Rock 2: Отчётный концерт» и в продолжении сериала JONAS, который назвали Jonas L.A..

### 2011
В 2011 году у двух братьев уже есть сольные альбомы. Сольный альбом Ника называется «Who I Am», он записал его с группой The Administration. Сольный альбом среднего брата, Джо, называется «Fastlife».
В 2011 году группа получила премию Bravo OTTO как лучшая группа года.

### 2012
Далее какое-то время братья взяли перерыв, каждый был занят своими делами. C начала 2012 года братья принялись за новый альбом, который они записывали в домашней студии Ника, так как группа покинула Hollywood Records и создала свой собственный лейбл «Jonas Enterprises».
В августе 2012 года вышел сериал «Married to Jonas», в котором рассказывается о совместной жизни Кевина Джонаса и его супруги Даниэль. Второй сезон шоу стартовал 21 апреля 2013 года.
После трёх месяцев перерыва братья вновь объединились и вышли на сцену уже с новыми песнями. 11 октября 2012 года братья отправились в Promo Tour 2012/2013, который начался в Нью-Йорке Radio City Music Hall, также в рамках этого промотура они выступили 6 и 8 ноября в Санкт-Петербурге и Москве.

### 2013
20 февраля 2013 года Jonas Brothers после недолгого перерыва продолжили свой промотур серией концертов по Южной и Латинской Америке. 2 апреля группа выпустила (на Северо-Американском континенте) свой новый сингл Pom Poms который, по их словам отличается от их прошлых песен. 3 апреля сингл выпущен в остальном мире. Песня находилась на #1 в топ-чартах iTunes Латинской Америки и также находится на высоких позициях в чартах iTunes других стран.
Следующий сингл группы (второй по счёту с предстоящего альбома) вышел 25 июня под названием First Time. В некоторых странах, таких как Россия, Испания был отложен релиз сингла на 23 сентября 2013 года. В Великобритании релиз сингла «First Time» был отложен на неопределенное время. Из-за этого вероятен его выход в Великобритании уже в составе предстоящего альбома, 5-го по счету у группы. Jonas Brothers анонсировали название нового альбома. Пластинка получила название «V». Она так и не была выпущена, но некоторые поклонники, в знак благодарности за преданность получили 5 новых песен и 10 обработанных лайв-версий как альбом LiVe.
30 октября 2013 года Jonas Brothers объявили о завершении совместных выступлений.

### 2019
28 февраля 2019 года Jonas Brothers объявили о воссоединении группы. 1 марта состоялась премьера первого сингла и клипа «Sucker», которая дебютировала на 1-м месте в Billboard Hot 100 (став первым в истории группы чарттоппером).
4 апреля 2019 года группа представила второй сингл и клип под названием «Cool».
22 апреля 2019 года, на своей страничке в Twitter трио братьев анонсировали пятый студийный альбом под названием Happiness Begins и представили его обложку. Релиз состоялся 7 июня 2019 года.

## Участники группы

### Кевин Джонас
- Пол Кевин Джонас II (англ. Paul Kevin Jonas II), псевдоним: K2, (род. 5 ноября, 1987) — ритм-гитара (обычно Gibson Les Paul), соло-гитара во всех песнях , вокал, и пианино в песне «Turn Right». Он самый старший в группе и чаще всего его называют Кевин, а не Пол.

### Джо Джонас
- Джозеф Адам Джонас (англ. Joseph Adam «Joe» Jonas), псевдоним: DJ. Danger, (род. 15 августа, 1989) — основной вокал, тамбурин, перкуссия, гитара (в песнях: «Please Be Mine», A Little Bit Longer", и «Love Is On It’s Way», все песни из Jonas L.A.) и клавишные в песнях «Year 3000» и «Hold On». Вообще-то Джо никогда не думал становиться певцом, он хотел стать комедийным актёром и работать в шоу All That.

### Ник Джонас
- Николас Джерри Джонас (англ. Nicholas Jerry «Nick» Jonas), псевдоним: Mr. President, (род. 16 сентября, 1992) — ритм-гитара (обычно Gibson SG), вокал, ударные в песнях «Heart And Soul», «Australia», «Can’t Have You», «Sorry», «Video Girl», и «On the Line» написанную Деми Ловато, и фортепиано в песнях «Heart And Soul», «When You Look Me in the Eyes», A Little Bit Longer, «Love Is On Its Way», и «Fly With Me». Клавишные в песне First Time. Самый младший в группе.

### Второстепенные участники группы
- Джон Тейлор — гитара
- Грег Гарбовски — бас-гитара
- Джек Лолесс — ударные
- Райен Льестмен — синтезатор
- Маркус Кински — клавишник
- Пэрис Гарбовски — бэк-вокал, гитара и тамбурин
- Меган Муллис — бэк-вокал, скрипка

## Дискография

### Студийные альбомы
| Название                      | Информация                                                                                   |
| ----------------------------- | -------------------------------------------------------------------------------------------- |
| It’s About Time               | - Год выхода: 8 августа 2006 - Лейбл: Columbia Records - Формат: CD • Цифровая дистрибуция   |
| Jonas Brothers                | - Год выхода: 7 августа 2007 - Лейбл: Hollywood Records - Формат: CD • Цифровая дистрибуция  |
| A Little Bit Longer           | - Год выхода: 12 августа 2008 - Лейбл: Hollywood Records - Формат: CD • Цифровая дистрибуция |
| Lines, Vines and Trying Times | - Год выхода: 16 июня 2009 - Лейбл: Hollywood Records - Формат: CD • Цифровая дистрибуция    |
| Happiness Begins              | - Год выхода: 7 июня 2019 - Лейбл: Republic Records - Формат: CD • Цифровая дистрибуция      |

### Музыкальные клипы
| Год  | Название                     | Альбом                                    |
| ---- | ---------------------------- | ----------------------------------------- |
| 2005 | Mandy (2 versions)           | It’s About Time                           |
| 2006 | Poor Unfortunate Souls       | The Little Mermaid (Special Edition)      |
| 2006 | American Dragon Theme Song   | Сингл                                     |
| 2007 | Year 3000                    | Jonas Brothers                            |
| 2007 | Kids of the Future           | Meet the Robinsons                        |
| 2007 | I Wanna Be Like You          | DisneyMania 5                             |
| 2007 | Hold On                      | Jonas Brothers                            |
| 2007 | SOS                          | Jonas Brothers                            |
| 2008 | When You Look Me in the Eyes | Jonas Brothers                            |
| 2008 | Burnin' Up                   | A Little Bit Longer                       |
| 2008 | Lovebug                      | A Little Bit Longer                       |
| 2009 | Tonight                      | A Little Bit Longer                       |
| 2009 | Love Is On Its Way           | Jonas Brothers: The 3D Concert Experience |
| 2009 | BB Good                      | Jonas Brothers: The 3D Concert Experience |
| 2009 | Paranoid                     | Lines, Vines and Trying Times             |
| 2009 | Fly With Me                  | Lines, Vines and Trying Times             |
| 2009 | Keep It Real                 | Lines, Vines and Trying Times             |
| 2009 | Send It On                   | Disney’s Friends for Change               |
| 2009 | Bounce                       | Сингл                                     |
| 2009 | We Got To Work It Out        | JONAS                                     |
| 2010 | Make A Wave                  | Disney’s Friends for Change               |
| 2013 | Pom Poms                     | Сингл                                     |
| 2013 | First Time                   | Сингл                                     |
| 2019 | Sucker                       | Happiness Begins                          |
| 2019 | Cool                         | Happiness Begins                          |
| 2020 | What A Man Gotta Do          | Сингл                                     |
| 2023 | Do It Like That              | Do It Like That (feat. TXT)               |

## Фильмография
| Год  |   | Русское название                | Оригинальное название                          | Роль              |
| ---- | - | ------------------------------- | ---------------------------------------------- | ----------------- |
| 2007 | с | Ханна Монтана                   | Hannah Montana                                 | Играют самих себя |
| 2007 | с | Jonas Brothers: Поверь в мечту  | Jonas Brothers: Living the Dream               | Играют самих себя |
| 2008 | ф | Camp Rock: Музыкальные каникулы | Camp Rock                                      | Connect Three     |
| 2009 | ф | Концерт Jonas Brothers          | Jonas Brothers: The 3D Concert Experience      | Играют самих себя |
| 2009 | с | JONAS                           | JONAS                                          | Играют самих себя |
| 2009 | ф | Ночь в музее 2                  | Night at the Museum: Battle of the Smithsonian | Купидоны          |
| 2010 | с | Jonas L.A.                      | Jonas L.A.                                     | Играют самих себя |
| 2010 | ф | Camp Rock 2: Отчётный концерт   | Camp Rock 2: The Final Jam                     | Connect Three     |
| 2012 | с | Married to Jonas                | Married to Jonas                               | Играют самих себя |

## Концертные выступления

### Концертные туры
| Название                                       | Альбом                                                              | Дата начала тура | Дата завершения тура |
| ---------------------------------------------- | ------------------------------------------------------------------- | ---------------- | -------------------- |
| When You Look Me in the Eyes Tour              | Jonas Brothers It’s About Time                                      | 31 января 2008   | 22 марта 2008        |
| Burnin' Up Tour                                | A Little Bit Longer                                                 | 4 июля 2008      | 22 марта 2009        |
| Jonas Brothers World Tour 2009                 | Lines, Vines and Trying Times                                       | 18 мая 2009      | 13 декабря 2009      |
| Jonas Brothers Live in Concert World Tour 2010 | Lines, Vines and Trying Times Jonas L.A. Camp Rock 2: The Final Jam | 7 августа 2010   | 18 ноября 2010       |
| Jonas Brothers Promo Tour 2012/2013            | Старый материал с добавлением новых песен                           | 11 октября 2012  | 8 ноября 2012        |

### Концерт Jonas Brothers
«Концерт Jonas Brothers» (англ. Jonas Brothers: The 3D Concert Experience) — американский концертный фильм компании Walt Disney Pictures и группы Jonas Brothers. Премьера которого состоялась в кинотеатрах США, Канаде и Пуэрто-Рико 27 февраля 2009 года, в остальных странах премьера состоялась позже, в России премьера состоялась по телевидению на Канале Disney 13 июня 2011 года. В концерте были показанные моменты из шоу в Анахайме 13 и 14 июля 2008 года, которые вошли в программу концертного тура Burnin' Up Tour. В главных ролях в фильме снялись группа Jonas Brothers, Деми Ловато, Тейлор Свифт и Роберт «Биг Роб» Фегганс.

#### Песни из концертного фильма Jonas Brothers
1. «Tonight» (Intro/Opening Credits & End Credits)
2. «That’s Just the Way We Roll»
3. «Hold On»
4. «BB Good»
5. «Goodnight and Goodbye»
6. «Video Girl»
7. «Gotta Find You»
8. "This Is Me (Camp Rock song) (с Demi Lovato)
9. «Play My Music»
10. «Hello Beautiful»
11. «Still in Love with You»
12. «Pushin' Me Away»
13. «Should’ve Said No» (with Taylor Swift)
14. «A Little Bit Longer»
15. «Lovebug»
16. «Live to Party»
17. «SOS»
18. «Burnin' Up» (with Robert «Big Rob» Feggans)
19. «Shelf» (End Credits)

## Галерея

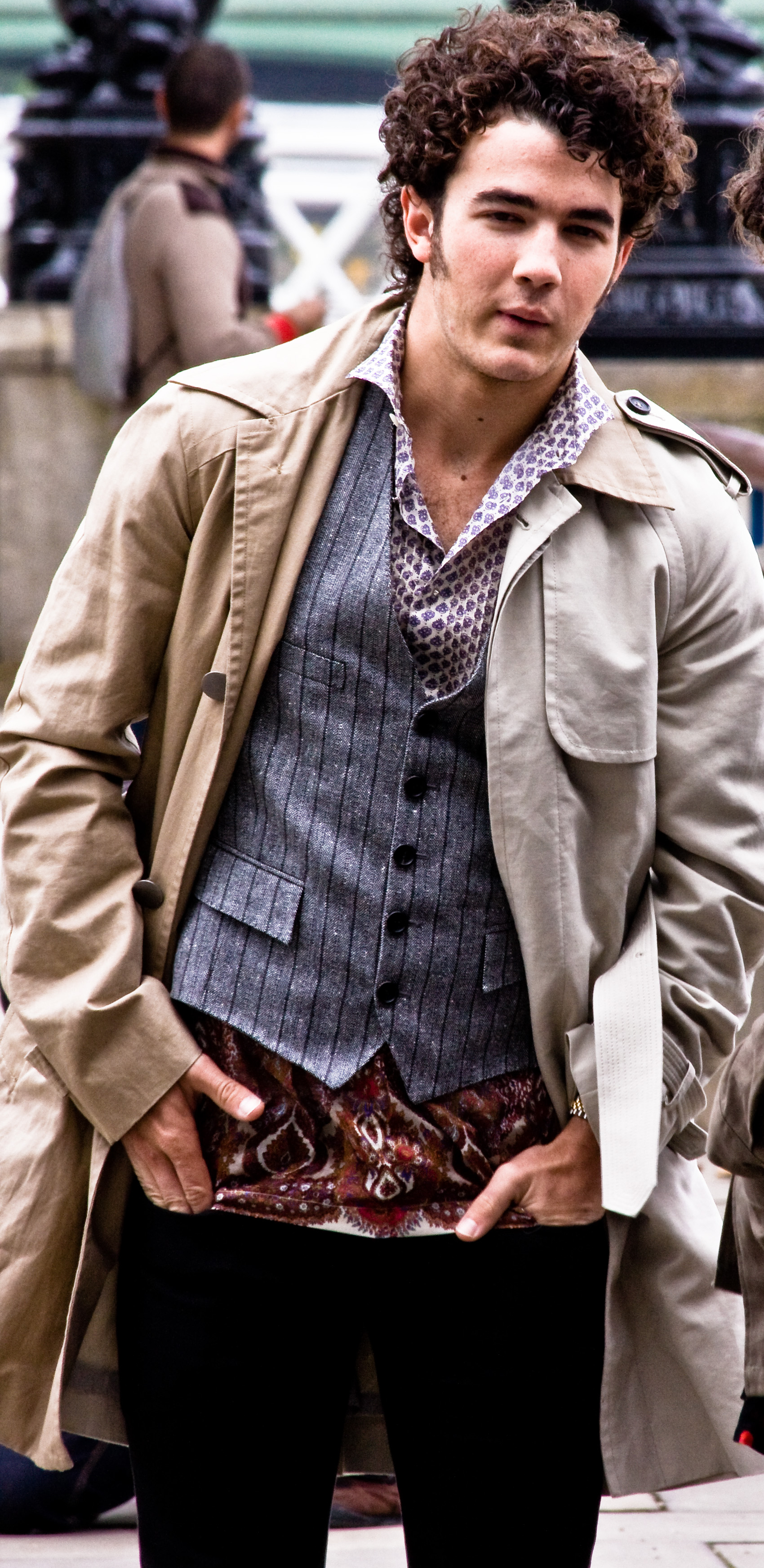
Кевин Джонас
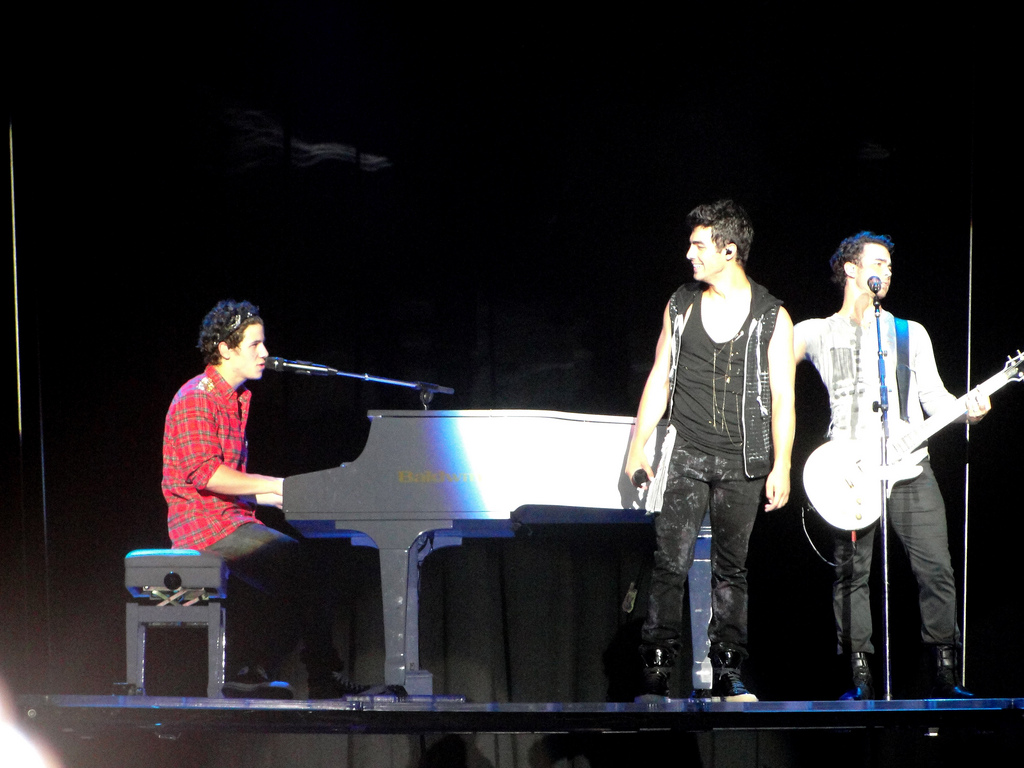
Jonas Brothers на концерте, презентация фильма Camp Rock 2: Отчётный концерт в 2010 году.
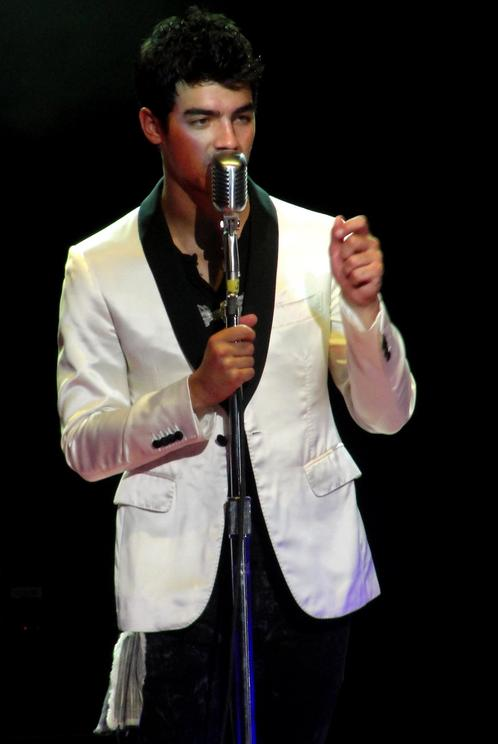
Джо Джонас
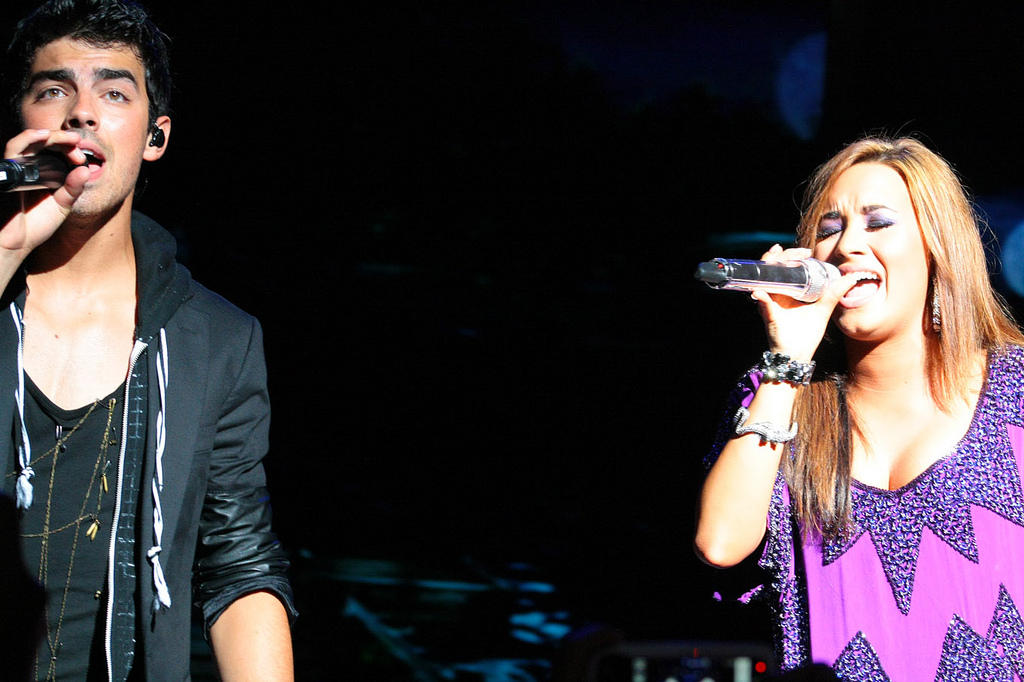
Джо Джонас и Деми Ловато на концерте, презентация фильма Camp Rock 2: Отчётный концерт в 2010 году
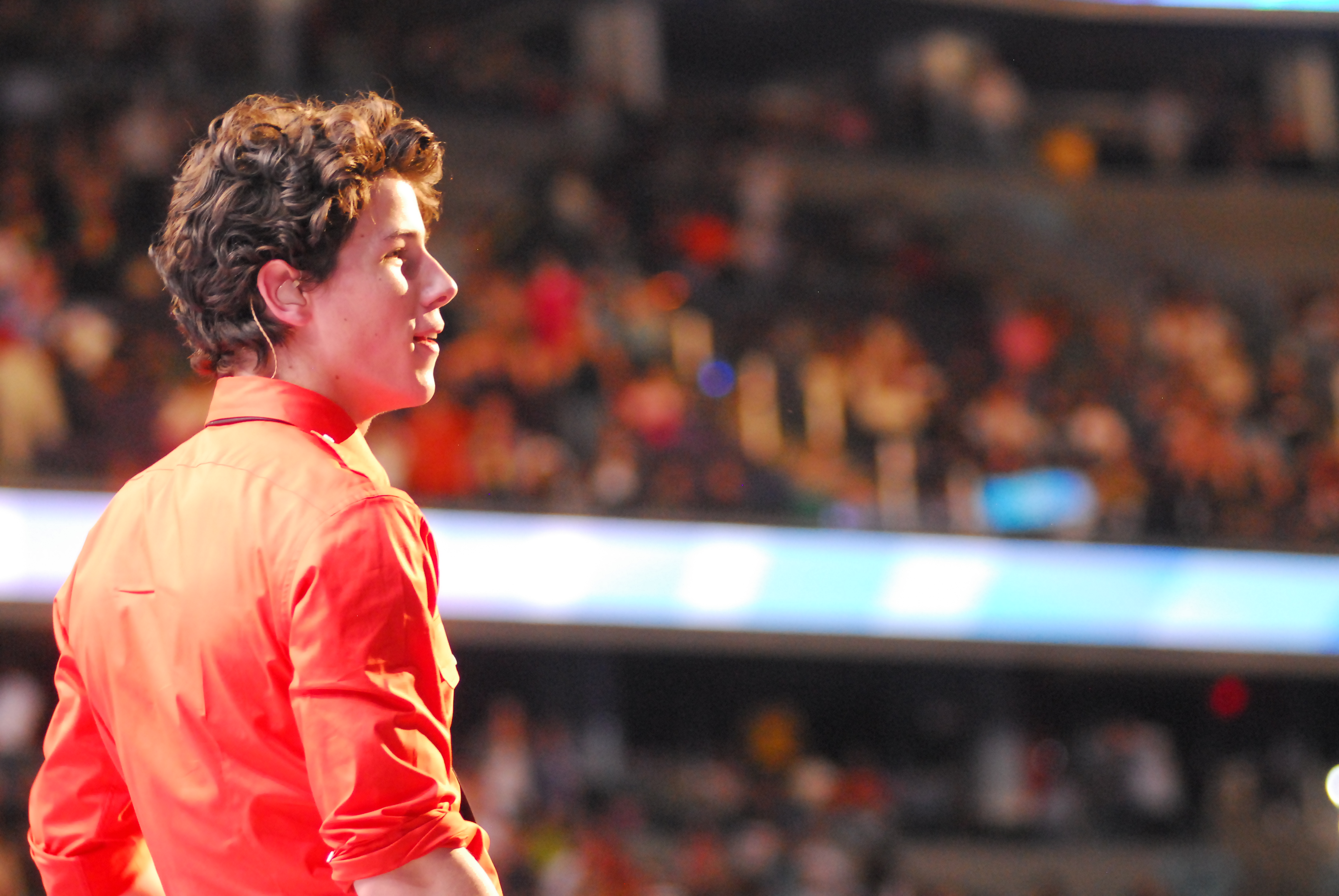
Ник Джонас
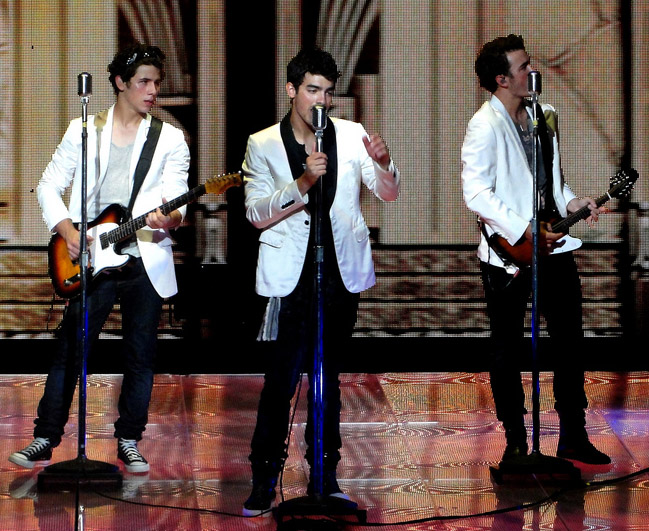
Jonas Brothers на концерте в 2010 году